# Tosca
Tosca je opera talijanskog skladatelja Giacoma Puccinija u tri čina. Libreto su napisali Luigi Ilica i Giuseppe Giacosa prema drami "La Tosca" Victoriena Sardoua. Praizvedba je bila 14. siječnja 1900. u rimskom kazalištu "Teatro Costanza".

## Likovi
- Floria Tosca, poznata pjevačica - sopran
- Mario Cavaradossi, slikar - tenor
- Baron Scarpia, šef rimske policije - bariton
- Cezare Angelotti, politički zatvorenik	- bas
- Sakristan - bariton
- Spoleta, agent rimske policije	- tenor
- Sciarone, žandar - bas
- Tamničar - bas
- Pastir - dječji sopran
- Ostali likovi: Kardinal, Sudac, Roberti (policijski mučitelj), Pisar, Službenik, Narednik vojske

Vojnici, policajci, dame, gospoda, građani, narod, ministranti, zbor crkve Sant'Andrea i dr.
Radnja se odvija u Rimu 14. lipnja poslijepodne (1. čin) i navečer (2. čin), kao i rano jutro 15. lipnja (3. čin) 1800. godine.

## Radnja
Cesare Angelotti pobjegne iz zatvora, gdje je služio kaznu za sudjelovanje u borbi za oslobođenje Italije, gdje su ga zatvorili njegovi neprijatelji. Odlazi u crkvu, gdje se njegova sestra sakrila na sigurno, a tu je i njegov prijatelj, slikar Cavaradossi, koji upravo slika svetu umjetničku sliku. Angelotti se sakrije jer se pojavila Cavaradossijeva ljubavnica i poznata pjevačica Floria Tosca. Ona je sklona ljubomori pa je odmah pomislila da Cavaradossi razgovara s nekom ženom. Osim toga, na slici primjećuje crte lica njegove bivše ljubavnice Marchese Attavanti, koja je ujedno i Angelottijeva sestra. Angelottija traži politički neprijatelj barun Scarpia, šef rimske policije. Angelotti učini samoubojstvo, a Scarpija prijeti Tosci da će ubiti slikara Cavaradossija, ako ne bude njegova. U finalnom dijelu Tosca usmrćuje šefa policije Scarpiju, Cavaradossi ipak bude ubijen, a Tosca se iz očaja baca sa zidina te pogiba.